# Südkoreanische Badmintonmeisterschaft 1987
Die Südkoreanische Badmintonmeisterschaft 1987 fand Ende Dezember 1987 in Jeonju statt. Es war die 30. Austragung der nationalen Titelkämpfe  im Badminton Südkoreas.

## Finalergebnisse
| Disziplin    | Sieger                       | Finalist                       | Ergebnis   |
| ------------ | ---------------------------- | ------------------------------ | ---------- |
| Herreneinzel | Park Sung-bae                | Park Joo-bong                  | 2-0        |
| Dameneinzel  | Kim Yun-ja                   | Lee Young-suk                  | 2-1        |
| Herrendoppel | Park Joo-bong Lee Deuk-choon | Kim Moon-soo Jeong Byeong-yeon | 15-3, 15-1 |
| Damendoppel  | Kim Yun-ja Chung Myung-hee   | Lee Jung-mi Kang Bok-seung     | 2-1        |
| Mixed        | Park Joo-bong Choi Jeom-i    | Lee Deuk-choon Chung So-young  | 2-0        |